# 몰디브의 재외공관 목록

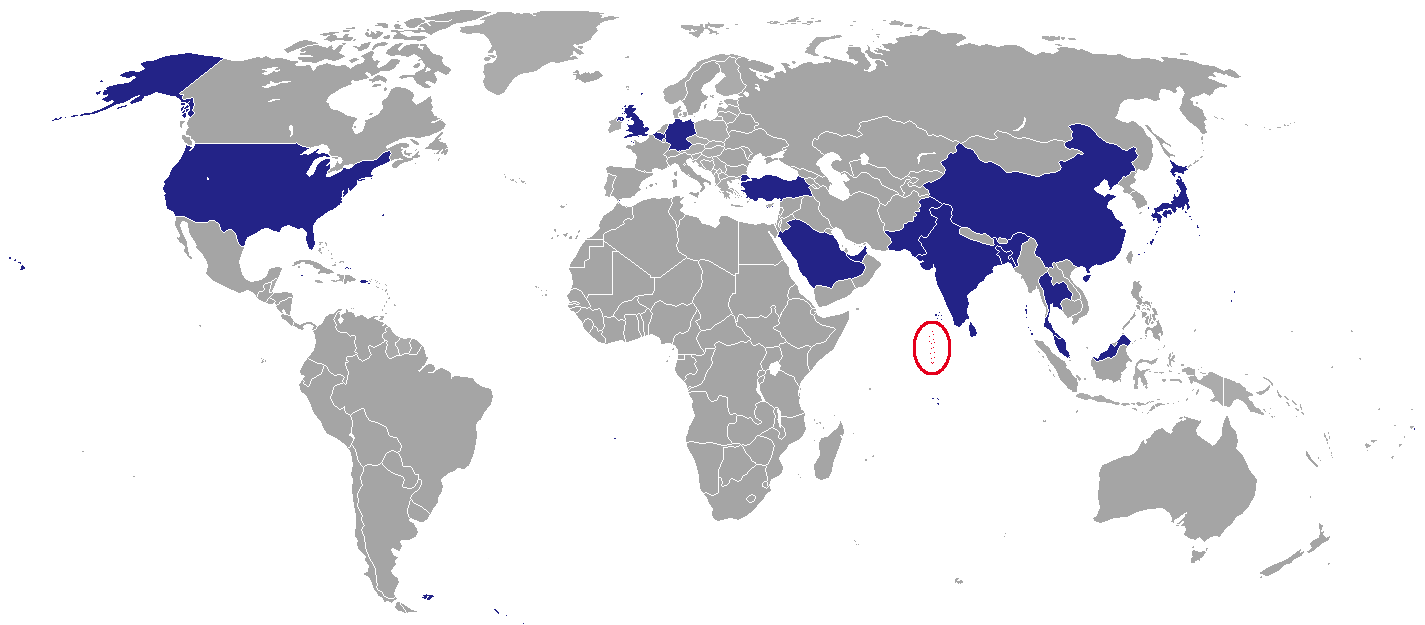
몰디브의 재외공관 목록

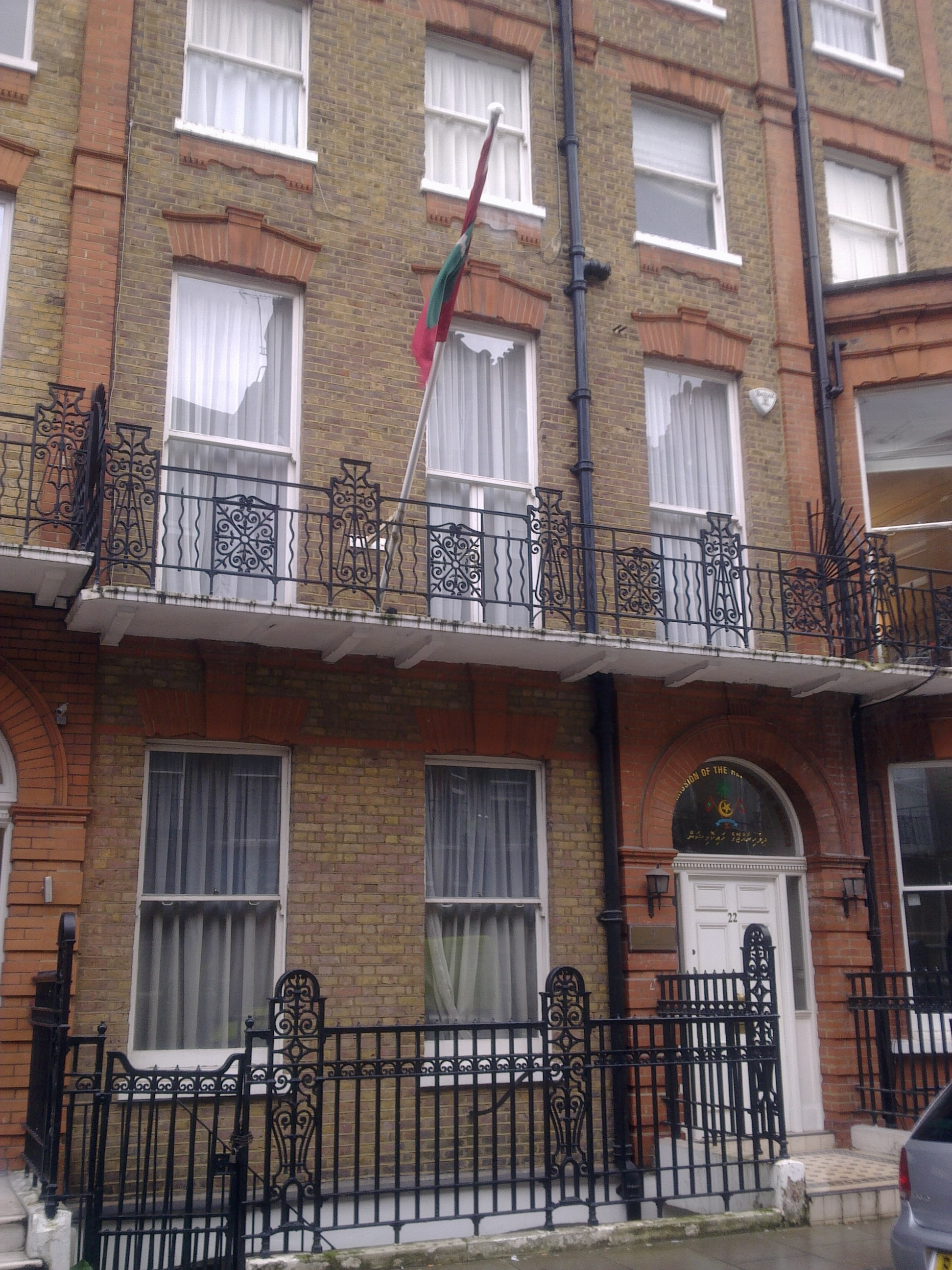
런던에 마련된 몰디브 고등판무관 사무소 전경

몰디브의 재외공관 목록은 몰디브 주재 대사관 및 고등판무관 사무소를 각국에 상주시켜 놓는 것을 의미하며, 몰디브의 재외공관을 나열한 목록이다.

## 아시아
- 방글라데시 : 다카 (고등판무관 사무소)
- 중화인민공화국 : 베이징시 (대사관)
- 일본 : 도쿄 (대사관)
- 인도 : 뉴델리 (고등판무관 사무소), 티루바난타푸람 (영사관)
- 말레이시아 : 쿠알라룸푸르 (고등판무관 사무소)
- 파키스탄 : 이슬라마바드 (고등판무관 사무소)
- 사우디아라비아 : 리야드 (대사관)
- 싱가포르 : 싱가포르 (고등판무관 사무소)
- 스리랑카 : 콜롬보 (고등판무관 사무소)
- 태국 : 방콕 (고등판무관 사무소)

## 유럽
- 벨기에 : 브뤼셀 (대사관)
- 영국 : 런던 (고등판무관 사무소)

## 대표부
- UN 몰디브 정부 대표부 : 뉴욕, 제네바

## 같이 보기
- 몰디브 주재 외국공관 목록